# 一般名
一般名とは事物の呼称として、体を現すため一定のルールの下定められる標準名、或いは簡易名、通称名、または慣用名を指す。
- 学術名と別に、既に広く一般的に呼ばれる名称を一般名と呼ぶ場合がある。
- 商品名でない、基準となる物質、行為などの名称を一般名と呼ぶ場合がある。
- 医薬品の一般名は一般流通している商品名とは異なる、有効成分の呼称を一般名と呼ぶ。
- X.500ディレクトリーの識別名、すなわちX.520の属性型において、CommonNameを一般名と訳す場合がある。

## 概要
一般名の定義は、その使われる分野によって微妙に指すものを変える。
大きく分けて、その名の指すように一般に流布、流用、慣用されている名称を指す場合と、物事の根幹や体を現す意味で用いられる名称とで分野毎に異なる使い方がなされているが、分野によって異なり統一されていない。
この混乱は、外国の言語を意味をそのままで日本語に置き換えている際に訳語の重複を許しているために起きていることと、日本語の一般の持つ意味から、慣用的に一般的な名称として使用されているということが重なって原因となり増長していると言える。

### 民間での一般名
商品名、または商標登録された名称と一般名称との区別に用いられている。商標には商標権が存在する。
例として
- セロテープは商標名であり、一般名はセロハンテープと言う。
- 宅急便は商標名であり、一般名は宅配便と言う。
- サビオ、バンドエイドといったものは商標名であり、一般名は緊急絆創膏と言う。

### 学術分野での一般名
学術名（scientific name）と一般名（common name）の使い分けは学術専門分野、図書館、博物館などの情報分類で専ら用いられており、その場合では一般名は用いる文化や地域で異なって用いられる呼称を表していることが多い。そのため一般名が同じであっても学術名が違う、名前の指しているモノが違うと言うことがある。
- アメリカでは漢方や中医学、ハーブ、サプリメントなどで用いられる薬用植物において、成分として学術表記がなされていない時は信頼性を欠くと定めている。これは一般名で同様植物を代替として用いることで虚偽表記と取ることができるためである。
- 表記方法は各分野のルールが存在し、一概に言うことができない。

### 医薬品と一般名
医薬品には薬効成分となる化学物質の名前と、INN規準によって国際的に使用できるとして定められた一般名 (generic name) と、会社の独自性を表し付けられた商品名としての名前がある。この項で解説する一般名とは、製薬企業の経済活動の一環によって名付けられる商品名ではなく、WHOを中心として国際的に通用し用いることのできるように付けられた名称を言う。
しかし国際一般名として名づけられた化学物質であっても、一般名の呼称は国の政策によって採用された呼称が異なる場合がある。日本では、薬事・食品衛生審議会日本薬局方部会の下に医薬品名称調査会が設置され、日本医薬品一般的名称（JAN: Japanese Accepted Name）を定めている。新規に医薬品の製造販売承認を申請する場合、このJANを一般的名称として用いることが求められている。そのため、これまでINNと日本における一般名が異なる場合があったが、日本薬局方の第15改正にあたって局方名、JANとINNの整合性をとり一元化された命名法に向けた取り組みが始まった。
国際一般名医薬品の命名法には一定のルールがあり、その名前から薬効や構造を大雑把に掴む事ができる。しかし慣習上一般名に商品名が採用されている場合があり、また国別に採用名称が異なることがあるため、一概に言うことはできない。
- 医薬品の一般名は主に学術分野で用いられ、医療の現場では商品名が使用されている。
- 医薬品を処方する時に一般名を用いることで、患者が先発医薬品と後発医薬品とでの選択肢を得ることができる。医薬品に含まれる一般名を英語でジェネリックネーム（generic name）と言うため、後発医薬品のことをジェネリック医薬品と呼ぶ場合がある。

### X.500ディレクトリーの識別名で用いられる一般名
X.500ディレクトリーの識別名、X.520の属性型において、CommonNameを一般名と訳す場合がある。CN、cnとも表記される。
これは、デジタル証明書の発行者や主体者…つまり、証明書を発行された者…を示す識別名の登録内容の一つである。デジタル証明書は一般に、Secure Sockets Layer（SSL）通信や電子メールなどで用いられ、その発行者（認証局）の確認や主体者の認証に使用されるが、SSLのサーバ認証に使うことが特に多い。したがって、主体者は、SSLのサーバ名…典型的にはウェブサーバのDNS完全修飾ホスト名…であることが非常に多い。しかし、電子署名つきのメールやSSLのクライアント認証においては、人間の名前であったり、あるいは装置を表す名前であったりすることもある。